# Belagerung von Widin (1913)
Die Belagerung von Widin von 1913 (bulgarisch Обсада на Видин) bezieht sich auf einen Versuch der serbischen Armee die bulgarische Stadt Widin im Zweiten Balkankrieg zu erobern. Die Belagerung fand zwischen dem 12. Julijul. / 25. Juli 1913greg. und 18. Julijul. / 31. Juli 1913greg. statt.

## Vorgeschichte
Der Operationsplan der bulgarischen Streitkräfte für den Zweiten Balkankrieg sah vor, den Krieg mit einer Offensive und dem Vorrücken der 1. und 3. Armee in Richtung Altserbien zu beginnen. Dieses Vorgehen sollte die Kommunikations- und Versorgungswege der in Makedonien operierenden serbischen Armee abschneiden. Der Konflikt begann am 16. Junijul. / 29. Juni 1913greg. zuerst mit dem Befehl an die 4. und 2. Armee die serbischen und griechischen Stellungen in Makedonien anzugreifen.
In den anschließenden Tagen herrschte eine Verwirrung und die restlichen drei bulgarischen Armeen erhielten keine Befehle. Erst am Abend des 21. Junijul. / 4. Juli 1913greg. wurde der 1. Armee befohlen, gegen die Stadt Knjaževac zu marschieren und sie zu besetzen und sich darauf aufzuteilen. Mit dem einen Zug sollte die 1. Armee gegen Zaječar und dem Zweiten Richtung Süden marschieren, um die 3. Armee bei Pirot zu unterstützen. Gegner der 1. Armee war die serbische Timok-Armee mit 31 Kompanien und 12 Artillerie-Batterien unter dem Befehl von Oberst Vukuman Aračić. Den Bulgaren gelang es, einen Teil dieser Kräfte zu besiegen und sie besetzten Knjaževac unter Verlust von 280 Toten und 820 Verwundeten.
In der Zwischenzeit erklärte Rumänien Bulgarien den Krieg und drang mit seinen Armeen in den nördlichen Teil seines Nachbarlandes ein. Dieser neue Feind bedrohte die Nachhut der 1. Armee und zwang das bulgarische Oberkommando ihr den Rückzug zu befehlen. Der befohlene Rückzug hatte negativen Einfluss auf die Moral der Truppe und verursachte Meuterei wie beispielsweise in der 9. Division, die sich völlig unorganisiert zurückzog. Die Situation war besonders schlimm in der 2. Kompanie der Division, welche sich den rumänischen Kräften bei Montana ergab. Der Rest der Division rückte nach Sofia zurück und nahm später eine wichtige Rolle in der Schlacht in der Kresna-Schlucht ein.
Der Großteil der 1. Armee zog jedoch in Richtung Sofia ab. Ein kleinerer Teil wurde zur Garnison von Belogradtschik abbestellt und sollte ein Vorrücken der Serben dort stoppen. Der weit größere Teil der 1. Armee nahm Positionen in den Pässen des Balkangebirges ein, um den rumänischen Vormarsch auf die bulgarische Hauptstadt zu stoppen. Mit dem begonnenen Rückzug der 1. Armee eroberten die Serben Knjaževac zurück, drangen auf bulgarischen Boden ein und eroberten Belogradtschik, wo sie Kontakt mit den rumänischen Kräften aufnahmen. Somit war fast der gesamte Nordosten Bulgariens von den Serben besetzt. Lediglich Widin konnte unter Oberst Krastju Marinow mit einigen der zerschlagenen Kompanien von Belogradtschik und über 3000 Freiwilligen die serbischen Angriffe bis zum Kriegsende abwehren.

## Belagerung
Am 8. Julijul. / 21. Juli 1913greg. wurde die Garnison von Belogradtschik durch die serbischen Einheiten der Timok-Armee besiegt, jedoch konnten sich Teile von ihnen Richtung Norden bis zur Donau nach Widin durchschlagen. Am nächsten Tag nahmen die Serben Belogradtschik ein und ihre Kavallerie schnitt alle Kommunikations- und Versorgungswege der Donaustadt mit dem Rest des Landes. Noch am selben Tag stieß eine serbische Vorhut beim Dorf Bela Rada auf eine Aufklärungskompanie der Bulgaren und zwang letztere, sich nach einem Kampf nach Widin zurückzuziehen.
Bis zum 12. Julijul. / 25. Juli 1913greg. schloss die Timok-Armee (mit zwischen 16 und 21 Bataillonen mit 54 Kanonen und Haubitzen) Widin aus allen Richtungen ein. Die eingeschlossene Stadt verfügte über etwa 1200 Mann reguläre Truppen und ca. 3000 Freiwillige, mit insgesamt 52 meist veralteten Kanonen. Die Bulgaren, vor allem die Miliz, waren dagegen schlecht bewaffnet und verfügten über wenig Munition. Am 14. Julijul. / 27. Juli 1913greg. nahmen die Serben die Stadtmauer der Festung von Widin und die Stadt selbst unter Artilleriebeschuss, nachdem der bulgarische Kommandeur Krastju Marinow sich zweimal weigerte die Stadt zu übergeben. Das Bombardement dauerte drei Tage lang, war jedoch ineffektiv und führte kaum zu militärischen oder zivilen Opfern.
Am späten Nachmittag des 17. Julijul. / 30. Juli 1913greg., nach einem längeren Artilleriebeschuss, griff eine serbische Infanteriedivision den Westteil von Widin, zwischen den Dörfern Nowoselzi und Smardan an. Dieser und weitere zwei Angriffe wurden von den Bulgaren an diesem Abend zurückgeschlagen. Am nächsten Tag wurde ein allgemeiner Waffenstillstand zwischen den Kriegsparteien vereinbart von der die serbische Führung den bulgarischen Kommandeur unterrichtete. Rund zehn Tage später wurde der Friede von Bukarest unterzeichnet. Danach zogen sich die Serben aus der Region ab.